# Selección de voleibol de China Taipéi
La selección de voleibol de China Taipéi, regida por la Asociación de Voleibol de China Taipéi (CTVA), es el equipo nacional de voleibol que representa a la República de China (Taiwán) en competiciones internacionales y partidos amistosos. (Consulte China Taipéi para conocer el problema del nombre del equipo).
En los Juegos Asiáticos de 2006, el equipo derrotó a Kuwait y Maldivas en la primera ronda preliminar, pero en la segunda ronda perdieron ante Baréin y no pudieron ingresar a cuartos de final.

## Participaciones

### Juegos Olímpicos
| Año         | Sede                 | Pos.         |
| ----------- | -------------------- | ------------ |
| 1964 a 2016 | Tokio Río de Janeiro | No clasificó |

### Campeonato Mundial
| Año         | Sede                        | Pos.                     |
| ----------- | --------------------------- | ------------------------ |
| 1949 a 1982 | Praga Buenos Aires          | No ingresó o No calificó |
| 1986        | París                       | 15°                      |
| 1990 a 2014 | Río de Janeiro Varias sedes | No clasificó             |

### Copa Mundial
| Año         | Pos.         |
| ----------- | ------------ |
| 1965 a 2019 | No clasificó |

### Liga Mundial
| Año         | Sede                 | Pos.         |
| ----------- | -------------------- | ------------ |
| 1990 a 2015 | Osaka Río de Janeiro | No participó |
| 2016        | Cracovia             | 28°          |
| 2017        | Curitiba             | 33°          |

### Campeonato Asiático
| Año  | Sede              | Pos.           |
| ---- | ----------------- | -------------- |
| 1975 | Melbourne         | No participó   |
| 1979 | Manama            | No participó   |
| 1983 | Tokio             | 4°             |
| 1987 | Kuwait            | 6°             |
| 1989 | Seúl              | 9°             |
| 1991 | Perth             | 5°             |
| 1993 | Nakhon Ratchasima | 10°            |
| 1995 | Seúl              | 6°             |
| 1997 | Doha              | 4°             |
| 1999 | Teherán           | 7°             |
| 2001 | Changwon          | 6°             |
| 2003 | Tianjin           | 9°             |
| 2005 | Suphanburi        | 13°            |
| 2007 | Yakarta           | 8°             |
| 2009 | Manila            | 8°             |
| 2011 | Teherán           | 13°            |
| 2013 | Dubái             | 9°             |
| 2015 | Teherán           | 6°             |
| 2017 | Gresik            | 7°             |
| 2019 | Teherán           | 5°             |
| 2021 | Chiba y Funabashi | Por determinar |

### Juegos asiáticos
| Año  | Sede                | Pos.           |
| ---- | ------------------- | -------------- |
| 1951 | Nueva Delhi         | No participó   |
| 1954 | Manila              | No participó   |
| 1958 | Tokio               | No participó   |
| 1962 | Yakarta             | No participó   |
| 1966 | Bangkok             | No participó   |
| 1970 | Bangkok             | No participó   |
| 1974 | Teherán             | No participó   |
| 1978 | Bangkok             | No participó   |
| 1982 | Nueva Delhi         | No participó   |
| 1986 | Seúl                | No participó   |
| 1990 | Pekín               | No participó   |
| 1994 | Hiroshima           | No participó   |
| 1998 | Bangkok             | 3°             |
| 2002 | Busan               | 6°             |
| 2006 | Doha                | 9°             |
| 2010 | Guangzhou           | 11°            |
| 2014 | Incheon             | 9°             |
| 2018 | Yakarta y Palembang | 3°             |
| 2022 | Hangzhou            | Por determinar |
| 2026 | Nagoya              | Por determinar |
| 2030 | Doha                | Por determinar |
| 2034 | Riad                | Por determinar |

## Equipo actual
La siguiente es la lista de China Taipéi en el torneo de voleibol masculino de los Juegos Asiáticos de 2018.
| N.º | Nombre           | Fecha de nacimiento      | Altura          | Peso           | Pico            | Bloque          | Club               |
| --- | ---------------- | ------------------------ | --------------- | -------------- | --------------- | --------------- | ------------------ |
| 1   | Lin Cheng-yang   | 24 de mayo de 1993       | 1,94 m (6′ 4″)  | 83 kg (183 lb) | 0,35 m (1′ 2″)  | 0,32 m (1′ 1″)  |                    |
| 2   | Liu Hong-jie     | 10 de noviembre de 1993  | 1,89 m (6′ 2″)  | 84 kg (185 lb) | 0,327 m (1′ 1″) | 0,32 m (1′ 1″)  | Wolfdog Nagoya     |
| 3   | Li Chia-hsuan    | 6 de septiembre de 1993  | 1,71 m (5′ 7″)  | 70 kg (154 lb) | 0,30 m (1′ 0″)  | 0,27 m (0′ 11″) |                    |
| 5   | Huang Shih-hao   | 1 de enero de 1991       | 1,83 m (6′ 0″)  | 85 kg (187 lb) | 0,32 m (1′ 1″)  | 0,31 m (1′ 0″)  |                    |
| 6   | Tai Ju-chien     | 14 de noviembre de 1998  | 1,84 m (6′ 0″)  | 82 kg (180 lb) | 0,32 m (1′ 1″)  | 0,31 m (1′ 0″)  | Taichung Bank Club |
| 7   | Liu Hung-min     | 10 de noviembre de 1993  | 1,90 m (6′ 3″)  | 86 kg (189 lb) | 0,325 m (1′ 1″) | 0,315 m (1′ 0″) | Panasonic Panthers |
| 10  | Su Hou-chen      | 14 de septiembre de 1995 | 1,80 m (5′ 11″) | 82 kg (180 lb) | 0,31 m (1′ 0″)  | 0,305 m (1′ 0″) |                    |
| 11  | Wu Tsung-hsuan   | 9 de julio de 1994       | 1,86 m (6′ 1″)  | 80 kg (176 lb) | 0,325 m (1′ 1″) | 0,30 m (1′ 0″)  | Taichung Bank Club |
| 12  | Hsu Mei-chung    | 16 de octubre de 1991    | 1,90 m (6′ 3″)  | 90 kg (198 lb) | 0,333 m (1′ 1″) | 0,30 m (1′ 0″)  | Taichung Bank Club |
| 13  | Huang Chien-feng | 31 de diciembre de 1990  | 1,95 m (6′ 5″)  | 90 kg (198 lb) | 0,345 m (1′ 2″) | 0,332 m (1′ 1″) | Taichung Bank Club |
| 14  | Lin Yi-huei      | 19 de febrero de 1997    | 1,94 m (6′ 4″)  | 85 kg (187 lb) | 0,333 m (1′ 1″) | 0,32 m (1′ 1″)  |                    |
| 15  | Wang Chien-pin   | 9 de octubre de 1989     | 1,85 m (6′ 1″)  | 80 kg (176 lb) | 0,315 m (1′ 0″) | 0,312 m (1′ 0″) |                    |
| 16  | Shih Hsiu-chih   | 24 de julio de 1995      | 1,85 m (6′ 1″)  | 76 kg (167 lb) | 0,32 m (1′ 1″)  | 0,31 m (1′ 0″)  |                    |
| 19  | Chen Chien-chen  | 20 de noviembre de 1989  | 1,88 m (6′ 2″)  | 87 kg (191 lb) | 0,338 m (1′ 1″) | 0,325 m (1′ 1″) | Taichung Bank Club |